# 邢幹
邢幹（？—？），山東沂水县人，雲南前衛籍，明朝政治人物，天順甲申进士。

## 生平
天順八年（1564年）甲申科进士，歷官工部郎中，陞河南南陽府知府。